# NGC 6152
NGC 6152 is een open sterrenhoop in het sterrenbeeld Winkelhaak. Het hemelobject ligt ongeveer 3360 lichtjaar van de Aarde verwijderd en werd op 8 juli 1834 ontdekt door de Britse astronoom John Herschel.

## Synoniemen
- OCL 961
- ESO 179-SC9